# SIAI S.12
SIAI S.12 byl prototypem italského lehkého bombardovacího a průzkumného dvouplošného létajícího člunu, který se účastnil roku 1920 soutěže o Schneiderův pohár a jako jediný ze zúčastněných jej dokončil.

## Konstrukce
S.12 zachoval obecný vzhled hydroplánů své doby. Konstrukčně navázal na svého předchůdce hydroplán SIAI S.8. Jednalo se o dvouplošný hydroplán s centrálním trupem vyrobeným ze dřeva, měl otevřenou pilotní kabinu s dvojicí sedadel vedle sebe. V trupu bylo také místo pro obranného střelce, které u soutěžního provedení bylo odstraněno. 
Horní křídlo dvouplošníku bylo mírně zvětšené oproti spodnímu křídlu. Letoun měl jednu svislou ocasní plochu a vyztužené jednoplošné vodorovné ocasní plochy.
O pohon letounu se staral vodou chlazený dvanáctiválcový motor Ansaldo San Giorgio 4E-28 o výkonu 353 kW (480 k), který roztáčel čtyřlistou vrtuli v tlačném uspořádání. Při letech z jezera Lago Maggiore byl letoun vybaven výkonnějším motorem o výkonu 410 kW (557 k).

## Vznik a vývoj
Na základě požadavků z 1. světové války přistoupila společnost SIAI k návrhu nového letounu, který měl být určen pro Italské královské námořnictvo, které již používalo letouny SIAI S.8. Společnost pověřila konstruktéra Raffaele Conflentiho, aby navrhl nové letadlo pro vojenské letectvo. Conflenti vylepšil předchozí projekt S.8 a v roce 1918 vznikl letoun S.9, který byl vybaven motorem Fiat A.12bis o výkonu přibližně 221 kW (300 k), následoval S.12, jehož prototyp byl poprvé zalétán během roku 1919. Italské královské námořnictvo o letoun, ale neprojevila zájem. Letoun S.12 byl upraven na soutěžní pro závod o Schneiderův pohár.

## Schneiderův pohár
21. září 1920 se letoun zúčastnil soutěže o Schneiderův pohár. Jeho pilotem byl poručík Luigi Bologna. Novinkou v pravidlech závodu byl požadavek, aby letoun byl schopný unést 300 kg užitečného zatížení, což lépe vyhovovalo nasazeným italským létajícím člunům. Závod měl deset kol, každé o délce 37,117 km. Celkem tedy 371,17 km, které letoun urazil za 2 hodiny 10 minut 35 vteřin., při průměrné rychlosti 172,55 km/h.

## Specifikace (S.12)
Technické údaje
- Posádka: 2–3
- Délka: 10 m
- Rozpětí křídel: 11,72 m
- Maximální vzletová hmotnost: 2 360 kg
- Pohonná jednotka: 1 × Ansaldo-San Giorgio 4E-28 V-12 vodou chlazený pístový motor, 404,5 kW (550 k)
- Vrtule: pevná čtyřlistá

Výkony
- Maximální rychlost: 222 km/h